# Senecio psilocarpus
Senecio psilocarpus là một loài thực vật có hoa trong họ Cúc. Loài này được Belcher & Albr. miêu tả khoa học đầu tiên năm 1994.